# Cleon de Epidauro
Cleón de Epidauro (en griego antiguo: Κλέων Ἐπιδαύριος, siglo VII/siglo VI a. C.) fue un atleta olímpico de la Antigüedad nacido en la ciudad de Epidauro.
Resultó ganador de la carrera a pie del estadio (la longitud de un estadio eran aproximadamente 192 m) durante los 43.º Juegos Olímpicos, en el 608 a. C.
Eusebio de Cesarea lo menciona en su libro Crónica como campeón olímpico.